# Matematyczna hipoteza Wszechświata
Matematyczna hipoteza Wszechświata (ang. mathematical universe hypothesis – MUH), znana także jako „Ostateczny Kształt” (ang. Ultimate Ensemble) – spekulatywna teoria wszystkiego, postulowana przez kosmologa Maxa Tegmarka. Zgodnie z nią fizyczna rzeczywistość (wszechświat; to, co można obserwować) jest strukturą matematyczną. W tym ujęciu świadomy obserwator jest podstrukturą tej struktury (self-aware substructure), w której wzorce przetwarzania informacji są równoważne opisowi świadomości, więc z tej perspektywy obserwator ma subiektywne wrażenie istnienia w realnym fizycznym świecie. Koncepcja ta jest powiązana hipotezą symulacji w taki sposób, że symulacją najwyższego rzędu jest sam abstrakcyjny obiekt matematyczny. Tegmark wprowadza także klasyfikację poziomów wszechświatów, wg której wszechświat najwyższego IV poziomu jest zbiorem wszystkich struktur matematycznych (których jest przeliczalnie wiele). Z MUH blisko związana jest CUH (Computable Universe Hypothesis – hipoteza obliczalnego wszechświata), która zawęża fizycznie istniejące wszechświaty do tych definiowanych przez funkcje obliczalne.